# Notorietät
Mit Notorietät, einem Begriff aus dem Recht, ist eine juristische Gewissheit gemeint, die keines besonderen Beweises mehr bedarf. Dazu gehören sowohl allgemein bekannte Tatsachen wie beispielsweise  Naturereignisse oder geschichtliche Begebenheiten, als auch einem Gericht von Amts wegen bekannte Tatsachen, die durch Inaugenscheinnahme entstanden sind (Gerichtskundigkeit). Notorietät spielt vor allem auch im Markenrecht eine Rolle, wenn festgestellt werden soll, inwieweit eine Marke die Voraussetzung der Notorietät erfüllt.

## Mittelalterliche Jurisprudenz
Notorium est, quod omnes sciunt – „notorisch ist eine Tatsache, die allen bekannt ist“, lautet eine der Definitionsmöglichkeiten des Mittelalters. An die Bezeichnung eines Faktums als notorisch knüpfen sich zahlreiche Prozesserleichterungen, nach mancher Auffassung sogar eine gänzliche Vermeidung eines regulären Prozesses.

### Ursprüngliche Definition Gratians
Gratian führt – zumindest gemäß moderner Auffassung, wie sie Mathias Schmoeckel äußert – in seiner Concordantia discordantium canonum den Begriff notorium ein. Er übernimmt damit einen Begriff der antiken juristischen Fachsprache, ohne seine ursprüngliche Bedeutung, die Anzeige eines Verbrechens beim Magistrat, zu beachten (möglicherweise absichtlich). Ziel ist die Beseitigung der Doppelbedeutung von manifestum, das bis dato auf zwei Weisen verwendet worden war:
- Zum einen waren Tatsachen manifest, die „jedermann bekannt“ waren und für die deshalb kein Beweisverfahren mehr notwendig war,
- zum anderen bezeichnete man auch die Kenntnis über eine Tatsache, die nach Beendigung des Beweisverfahrens vorlag, als manifesta scientia.

Gratian setzte nun notorium für die erste Bedeutung ein und übertrug die Rechtsfolgen, die bisher in diesem Fall galten, auf den neuen Begriff.

### Motivation für die Begriffsbildung
Die Idee, bei öffentlich bekannten Straftaten anders zu verfahren als gewöhnlich, wird vor allem mit den Schwachstellen des normalen kanonischen Prozesses begründet: Ein Prozess konnte vom Beschuldigten sehr wohl in die Länge gezogen werden, er konnte Gelegenheiten nutzen, seine Schuld zu verschleiern und – vor allem bei politisch einflussreichen Angeklagten – Unterstützung in der Führungsschicht finden.
Tatsächlich ist eine nennenswerte Unterstützung der Notorietätsidee erst zu finden, nachdem Nikolaus I. zwei Erzbischöfe, die zur Unterstützung Lothars II. in seiner Ehescheidungsangelegenheit nach Rom kamen, kurzerhand der „Beihilfe zur Unzucht“ beschuldigte und im gleichen Atemzug deswegen verurteilte. Immer wieder hatten zuvor Rechtsgelehrte, so auch Hinkmar von Reims, gegen die gänzliche Fortlassung des Prozesses und für einen ordentlichen Prozess, nur ohne Beweisverfahren, gestimmt. Einzig die angeblichen Paulus-Kommentare des Kirchenvaters Ambrosius zu 1. Kor 5,3 dienten Nikolaus als Rechtfertigung.
Gratian vereinte Nikolaus’ Entscheidung und Hinkmars vorherige Gegenargumentation scholastisch geschickt, indem er die Nichtnotwendigkeit eines Gerichtsverfahrens strengen Bedingungen unterwarf. Eine genaue Darstellung seiner Unterscheidungen liefert Lévy (vgl. Literatur).

### Rezeption und Wirkungsgeschichte
Gratians Glossatoren differenzierten seine Unterteilung der Fälle, in denen Prozesserleichterungen statthaft seien, noch einmal gewaltig aus und gipfelten in Johannes Teutonicus’ notorium triplex est: est enim notorium faci, notorium iuris & notorium praesumptionis:
- notorietas facti bestand, wenn die Sache allen oder wenigstens einem Großteil der Bevölkerung bekannt war. Für den Fall, dass zwischen Tat und Verfahren ein längerer Zeitraum lag, in dem diese Bekanntheit zurückgegangen sein könnte, bemerkt Huguccio lapidar: Ego autem dico ex quo quod semel est notorium, semper est notorium: einmal notorisch, immer notorisch. Man schloss sich ihm nicht an, sondern differenzierte in diesem Punkte noch weiter aus.
- notorietas iuris: Was in einem früheren Gerichtsverfahren bereits als Wahrheit erkannt worden ist, gilt in späteren Verfahren als unbezweifelbare Tatsache.
- notorietas praesumptionis: Gewisse Vermutungen können den Wahrheitsgehalt offensichtlicher Tatsachen besitzen, beispielsweise die biologische Vaterschaft eines Mannes an einem während der Ehe geborenen und bei ihm aufgezogenen Kind.

Gerade im Verlauf der Gregorianischen Erneuerung der Kirche wurde von der Notorietätsregelung weitreichender, oftmals wohl sogar deutlich über das von Gratian und seinen Glossatoren Erlaubte hinausgehend, Gebrauch gemacht.

### Erklärungsansatz aus dem germanischen Recht
Recht überzeugend hat Schmoeckel nachgewiesen, dass die Idee der Notorietät deutlich einfacher zu erklären ist, wenn man sie als gedankliche Übernahme aus dem germanischen Recht ansieht: Dort hatte sowieso nur diejenige Partei das Beweisrecht, die „näher zum Beweis“ stand; und ein Urteil besagte stets nur, dass einer Partei das Beweisrecht zuerkannt wurde. Verlief dann der Beweis (z. B. ein Gottesurteil) wunschgemäß, war der Prozess automatisch gewonnen.
Hier ist es natürlich klar, dass bei offenkundigen Verbrechen dieser Beweis schon vor Beginn des Verfahrens als geführt angesehen werden kann und auf die Form eines Verfahrens gänzlich verzichtet werden kann. Beim Import dieser Regelung in das römisch-kanonische Rechtssystem haben sich die genannten Probleme erst ergeben.